# 雷斯特·革末
雷斯特·革末（英語： Lester Germer，1896年10月10日—1971年10月3日），是一位美國物理學家。他與柯林頓·戴維森，在戴維森-革末實驗裏，共同合作證明了物質的波粒二象性。這實驗更證實了量子力學的正確性，使得那時剛創立的量子力學，獲得了物理學家的廣泛接受。後來，因為這重大的貢獻，戴維森和喬治·湯姆森一起榮獲 1937 年諾貝爾物理學獎。戴維森-革末實驗也為電子顯微鏡的發展奠定了基礎。革末在熱離子學 (thermionics) 、金屬沖蝕 (metal erosion) 、接觸力學等等學術領域，都有很大的貢獻。
在第一次世界大戰時期，革末曾經是一位戰鬥機駕駛員。戰後，他任職於紐澤西州的貝爾實驗室。
1945年， 49 歲革末開始了攀岩的副業生涯。在美國東北部很多地方，都有他的足跡。他特別喜歡在紐約州的  攀岩。那時候，阿帕拉契登山俱樂部是那裏主要管理攀岩運動的組織。革末從來沒有參加阿帕拉契登山俱樂部的活動。不僅這樣，他還與俱樂部的安全委員會主席  發生劇烈的衝突。有一陣子，革末的攀登證照居然被撤銷，理由是「過度友善，過度熱心」。大家都知道，革末樂意善捐，廣交朋友，綽號為「一人攀岩班」。
於 1971 年，在他的 75 歲生日的前一星期，當他又在先鋒攀登  （眉毛點，5.6 等級）的時候，不幸因心肌梗死而往生。直到那時刻，革末擁有二十六年完美的安全紀錄；他從來沒有過一次先鋒跌落 (leader fall) 的紀錄。

## 參閱
- 路易·德布羅意
- 量子力學
- 康普頓散射